# Luxembourg aux Jeux olympiques de 1900
Un athlète luxembourgeois  participe aux Jeux olympiques de 1900 à Paris en France du 14 mai au 28 octobre 1900.

## Tableau des médailles
Ce bilan correspond au tableau de médailles intitulé  Tableau des médailles de sports-reference.com qui se trouve au sein de l'article Jeux olympiques de 1900. il est parfaitement conforme aux données du CIO, revues en juillet 2021.
| Sport              | Discipline | Sportifs      | Performance     |
| Médailles d'or : 1 |            |               |                 |
| Athlétisme         | Marathon   | Michel Théato | 2 h 59 min 45 s |

## Athlétisme
Michel Théato, représentant la France, remporte le marathon lors des Jeux olympiques de 1900. Cependant, en 1990, le statisticien André Bouillé démontre que Théato ne disposait pas de la nationalité française au moment de sa victoire mais qu'il était bien Luxembourgeois,. Le Luxembourg demande alors officiellement que la médaille d'or de Théato soit attribuée au Luxembourg, ce que le Comité international olympique refuse en 2004,.Toutefois, en juillet 2021, le Comité International Olympique revient sur sa décision et attribue finalement la médaille d'or du marathon au Luxembourg, dans le cadre d'une réorganisation profonde de ses bilans.  
Bien que le Luxembourg n'ait pas officiellement envoyé de délégation à ces Jeux, la mention de la nationalité luxembourgeoise fait que le Luxembourg est considéré par plusieurs sources comme ayant participé à ces Jeux olympiques,,.